# Cabo Orange
El cabo Orange es un  cabo de Brasil localizado en el litoral del estado de Amapá que marca el extremo norte de ese estado y de todo el litoral brasileño, aunque luego éste continúe unos cuantos kilómetros más, aunque ya hacia el sur, al oeste del cabo.
El cabo Orange está separado de la costa de la Guayana Francesa por una vasta  bahía alimentada por el estuario del río Oiapoque. El cabo está localizado en una área de manglares con frecuencia inundados por las mareas, como casi toda la costa de Amapá, y está incluido en el Parque nacional del Cabo Orange.

Este cabo es el único lugar del litoral brasileño donde nidifica el flamenco del Caribe (Phoenicopterus ruber) .

## Referencia más septentrional
Tanto el cabo Orange  como la cercana boca del río Oiapoque son a menudo referidas, erróneamente, como el extremo norte de Brasil —como muestra en la expresión popular "do Oiapoque ao Chuí", en referencia al arroyo Chuy, en la frontera con Uruguay y que se utiliza para indicar algo que abarque todo el país. Hasta la segunda mitad del siglo XX, esta información errónea todavía se podía encontrar en varios libros escolares brasileños. De hecho, el punto más septentrional de Brasil se encuentra en el interior, a cientos de kilómetros de distancia, en el monte Caburaí, en el estado de Roraima, fronterizo con la Guyana. El monte Caburaí (5°16′N, 60°12′W) está casi un grado de latitud más al norte que el cabo Orange. Sin embargo, el cabo Orange si es de hecho el punto más septentrional de la costa brasileña. Hacia el oeste, la costa termina en la desembocadura del río Oiapoque, que marca el extremo norte de la costa brasileña.